# Алоїс Сіладьї
Алоїс Сіладьї (рум. Alois Silaghi, угор. Alajos Szilágyi, 1901—1965) — румунський футболіст, захисник.

## Біографія
Грав за клуб «Тиргу Муреш». 8 червня 1922 року зіграв у першому офіційному матчі національної збірної Румунії на Кубку короля Олександра проти Югославії. Ця гра стала єдиною для Алоїса за збірну.
| Міжнародні виступи | Міжнародні виступи | Міжнародні виступи | Міжнародні виступи | Міжнародні виступи | Міжнародні виступи      | Міжнародні виступи |
| #                  | Дата               | Місце проведення   | Суперник           | Рахунок            | Турнір                  |                    |
| ------------------ | ------------------ | ------------------ | ------------------ | ------------------ | ----------------------- | ------------------ |
| 1.                 | 8 червня 1922      | Белград, Югославія | Югославія          | 2–1                | Кубок короля Олександра |                    |